# Gerhard Rusch
Gerhard Rusch (* 10. Dezember 1884 in Hannover; † 19. März 1936) war ein deutscher Reichsgerichtsrat.

## Leben
Rusch legte 1906 die erste Staatsprüfung („ausreichend“), die zweite 1912 („gut“) ab und wurde im selben Jahr Assessor. Im Dezember 1912 war er Hilfsrichter beim Amtsgericht Rheinhausen und ab September 1919 beim Landgericht Hannover. Im November wurde er zum Landrichter in Essen ernannt. 1920 wurde er zum Landgerichtsrat befördert. 1921 wurde er wieder nach Hannover versetzt. Anfang April 1923 wurde er als Hilfsrichter an das Oberlandesgericht Celle abgeordnet. Ein Jahr später wurde zugleich als Amtsgerichtsrat tätig. Im Dezember 1924 wurde er Landgerichtsdirektor beim Landgericht Hildesheim und ein halbes Jahr später gleichzeitig Amtsgerichtsrat beim Amtsgericht Hildesheim. Seit 1927 war er gleichzeitig als Amtsrichter im Amtsgericht Peine beschäftigt. Am 8. Juni 1932 kam er als Hilfsrichter an das Reichsgericht. Seine Ernennung zum Reichsgerichtsrat erfolgte am 1. Dezember 1934. Davor hatte Rusch am 7. März 1934 von seinem vorgesetzten Landgerichtspräsidenten eine dienstliche Beurteilung erhalten, die ihm attestierte: „Er ist ein national gesinnter Mann und bejaht den neuen Staat uneingeschränkt und aus innerer Überzeugung. Er ist angemeldetes Mitglied der NSDAP und des BNSJD und fühlt sich dadurch mit dem neuen Staat verbunden und dem Volksganzen eingegliedert.“ Rusch war zuerst Mitglied im IV. Strafsenat. Im Reichstagsbrandprozess war er Ergänzungsrichter und Berichterstatter des Senats. Nach Justus W. Hedemann sei Rusch der Ansicht gewesen, Lubbe sei „ein absoluter Simulant“. 1936 war er im III. Zivilsenat. 